# Wiek Slagter
Wicher Jan (Wiek) Slagter (Leiden, 24 augustus 1923 - Rotterdam,  29 december 2015) was een Nederlandse rechtswetenschapper, hoogleraar aan de Nederlandse Economische Hogeschool te Rotterdam, rector magnificus, en Lid van de Raad van State.

## Levensloop
Slagter was geboren en getogen in Leiden, waar zijn vader de dijkgraaf van het Hoogheemraadschap van Rijnland was.
In de oorlogsjaren begon Slagter de rechtenstudie aan de Universiteit van Leiden. In 1943 werd hij na zijn weigering om de loyaliteitsverklaring te tekenen in Duitsland te werk gesteld bij de Volkswagenfabriek nabij Fallersleben.
Slagter promoveerde in 1952 aan de Leidse universiteit op het proefschrift De rechtsgrond van de schadevergoeding bij onrechtmatige daad. In 1961 volgde zijn aanstelling als hoogleraar burgerlijk, handels- en internationaal privaatrecht aan de Nederlandse Economische Hogeschool, later Erasmus Universiteit te Rotterdam. Hij diende daar tot 1989, waarbij hij van 1968 tot 1970 ook als rector magnificus optrad.
Slagter diende verder als lid de Raad van Commissarissen van enige vennootschappen, waaronder de OGEM. Hij was tevens Lid van de Raad van State van 1989 tot 1993.
Zijn zoon Herman Slagter, een filmproducent, was in eerste instantie in zijn voetsporen getreden en had recht gestudeerd in Rotterdam. Na afronding van die studie heeft hij zich echter in de filmwereld gestort.

## Werk

### Publicaties, een selectie
- Huyzer, S. E., Luimes, W., Spitholt, M. G. M., Slagter, W. J., van Wijk, A. H., van der Leest, D. J., & Croese, D. Strategische samenwerking. Alphen aan den Rijn: Samsom, 1990.
- Slagter, Wicher Jan. Compendium van het ondernemingsrecht. Kluwer, 1996.
- W.J. Slagter, A. de Bos (red.), Financieel recht, Kluwer, 18 augustus 2007.